# Lista över insjöar i Sverige med namn som slutar på -avan

Spridning av sjöar med namn som slutar på -avan och -aven etc i Sverige

Lista över insjöar i Sverige med artikel på Wikipedia som slutar på -avan:
Avan är bestämd form till substantivet ava som i norrländska dialekter har betydelsen "[säckformig] vik eller bukt i vattendrag' Enligt Rietz dialektlexikon har ordet 'ava' betydelsen "grund eller trång vik av sjö eller ström", och förekommer i Norrbotten, Västerbotten, Jämtland, Medelpad och Gästrikland. I Dalarna och Hälsingland förekommer i stället de maskulina formerna avi eller ave, med i huvudsak samma betydelse.
Sjönamn på -avin saknas dock i hela landet.
- Lillavan, Dalarna, sjö i Falu kommun och Dalarna 60°37′50″N 16°02′32″Ö / 60.63055°N 16.04225°Ö
- Sixavan, sjö i Falu kommun och Dalarna 60°57′14″N 16°01′16″Ö / 60.95385°N 16.02120°Ö
- Storavan, Dalarna, sjö i Falu kommun och Dalarna 60°38′01″N 16°02′49″Ö / 60.63359°N 16.04703°Ö
- Betbergsavan, sjö i Hudiksvalls kommun och Hälsingland 61°39′31″N 17°00′53″Ö / 61.65852°N 17.01473°Ö
- Pappersavan, sjö i Hudiksvalls kommun och Hälsingland 61°39′09″N 17°02′14″Ö / 61.65248°N 17.03714°Ö
- Broavan, sjö i Bergs kommun och Härjedalen 62°50′58″N 13°22′27″Ö / 62.84958°N 13.37418°Ö
- Djupavan, Härjedalen, sjö i Bergs kommun och Härjedalen 62°51′50″N 13°18′46″Ö / 62.86386°N 13.31266°Ö
- Fallavan, sjö i Bergs kommun och Härjedalen 62°51′35″N 13°16′32″Ö / 62.85960°N 13.27549°Ö
- Hammaravan, sjö i Bergs kommun och Härjedalen 62°51′45″N 13°17′42″Ö / 62.86255°N 13.29489°Ö
- Krokavan, Härjedalen, sjö i Bergs kommun och Härjedalen 62°57′23″N 13°14′42″Ö / 62.95645°N 13.24504°Ö
- Kvarnavan, sjö i Bergs kommun och Härjedalen 62°55′32″N 13°13′28″Ö / 62.92556°N 13.22450°Ö
- Långavan, Härjedalen, sjö i Bergs kommun och Härjedalen 62°51′47″N 13°16′24″Ö / 62.86298°N 13.27343°Ö
- Lövavan, sjö i Bergs kommun och Härjedalen 62°56′11″N 13°22′43″Ö / 62.93628°N 13.37861°Ö
- Petteravan, sjö i Bergs kommun och Härjedalen 62°51′46″N 13°19′20″Ö / 62.86268°N 13.32219°Ö
- Rätansavan, sjö i Bergs kommun och Härjedalen 62°50′44″N 13°23′20″Ö / 62.84562°N 13.38884°Ö
- Vikavan, sjö i Bergs kommun och Härjedalen 62°51′23″N 13°20′32″Ö / 62.85639°N 13.34218°Ö
- Höstavan, sjö i Bergs kommun och Jämtland 62°55′29″N 13°29′21″Ö / 62.92485°N 13.48905°Ö
- Krokavan, Jämtland, sjö i Bergs kommun och Jämtland 63°04′46″N 13°30′57″Ö / 63.07950°N 13.51575°Ö
- Lill-Lövsjöavan, sjö i Bergs kommun och Jämtland 62°54′30″N 13°27′28″Ö / 62.90827°N 13.45769°Ö
- Lill-Storsjöavan, sjö i Bergs kommun och Jämtland 62°53′05″N 13°29′21″Ö / 62.88465°N 13.48928°Ö
- Lillavan, Jämtland, sjö i Bergs kommun och Jämtland 62°57′21″N 13°22′36″Ö / 62.95573°N 13.37680°Ö
- Långavan, Jämtland, sjö i Bergs kommun och Jämtland 62°51′52″N 13°33′38″Ö / 62.86452°N 13.56043°Ö
- Stor-Storsjöavan, sjö i Bergs kommun och Jämtland 62°53′24″N 13°28′44″Ö / 62.88995°N 13.47883°Ö
- Storavan (Ovikens socken, Jämtland), sjö i Bergs kommun och Jämtland 62°57′36″N 13°22′15″Ö / 62.96012°N 13.37091°Ö
- Storavan (Åsarne socken, Jämtland), sjö i Bergs kommun och Jämtland 62°51′44″N 13°34′27″Ö / 62.86232°N 13.57416°Ö
- Lillavan, Medelpad, sjö i Ånge kommun och Medelpad 62°40′46″N 15°56′29″Ö / 62.67932°N 15.94148°Ö
- Storavan, Medelpad, sjö i Ånge kommun och Medelpad 62°40′52″N 15°56′49″Ö / 62.68102°N 15.94695°Ö
- Avan, Ångermanland, sjö i Örnsköldsviks kommun och Ångermanland 63°14′33″N 18°57′51″Ö / 63.24258°N 18.96423°Ö
- Bredavan, sjö i Nordmalings kommun och Ångermanland 63°26′58″N 19°41′06″Ö / 63.44941°N 19.68491°Ö
- Gammavan, sjö i Nordmalings kommun och Ångermanland 63°30′39″N 19°35′34″Ö / 63.51081°N 19.59268°Ö
- Hemavan, Ångermanland, sjö i Nordmalings kommun och Ångermanland 63°26′56″N 19°27′43″Ö / 63.44901°N 19.46189°Ö
- Lillavan, Ångermanland, sjö i Örnsköldsviks kommun och Ångermanland 63°20′28″N 19°14′36″Ö / 63.34109°N 19.24346°Ö
- Långavan, Ångermanland, sjö i Nordmalings kommun och Ångermanland 63°27′15″N 19°41′37″Ö / 63.45430°N 19.69360°Ö
- Storavan, Ångermanland, sjö i Örnsköldsviks kommun och Ångermanland 63°20′22″N 19°13′55″Ö / 63.33939°N 19.23187°Ö
- Storbåtvikavan, sjö i Örnsköldsviks kommun och Ångermanland 63°16′22″N 19°10′22″Ö / 63.27273°N 19.17270°Ö
- Stortannörsavan, sjö i Nordmalings kommun och Ångermanland 63°26′41″N 19°39′11″Ö / 63.44462°N 19.65295°Ö
- Österavan, Ångermanland, sjö i Nordmalings kommun och Ångermanland 63°26′37″N 19°31′19″Ö / 63.44359°N 19.52199°Ö
- Abborravan, sjö i Skellefteå kommun och Västerbotten 65°02′50″N 21°26′10″Ö / 65.04725°N 21.43608°Ö
- Avan (Burträsks socken, Västerbotten, 716471-169311), sjö i Skellefteå kommun och Västerbotten 64°31′57″N 19°49′49″Ö / 64.53246°N 19.83026°Ö
- Avan (Burträsks socken, Västerbotten, 718919-167982), sjö i Skellefteå kommun och Västerbotten 64°45′32″N 19°35′04″Ö / 64.75886°N 19.58436°Ö
- Avan (Degerfors socken, Västerbotten, 715289-168411), sjö i Vindelns kommun och Västerbotten 64°25′54″N 19°37′42″Ö / 64.43167°N 19.62836°Ö
- Avan (Degerfors socken, Västerbotten, 716797-168767), sjö i Vindelns kommun och Västerbotten 64°33′53″N 19°43′17″Ö / 64.56468°N 19.72138°Ö
- Avan (Degerfors socken, Västerbotten, 716973-168734), sjö i Vindelns kommun och Västerbotten 64°34′58″N 19°42′29″Ö / 64.58282°N 19.70810°Ö
- Avan (Degerfors socken, Västerbotten, 717336-168407), sjö i Vindelns kommun och Västerbotten 64°36′54″N 19°39′12″Ö / 64.61489°N 19.65327°Ö
- Avan (Jörns socken, Västerbotten), sjö i Skellefteå kommun och Västerbotten 65°03′08″N 20°24′38″Ö / 65.05211°N 20.41054°Ö
- Avan (Norsjö socken, Västerbotten), sjö i Norsjö kommun och Västerbotten 64°49′12″N 19°59′30″Ö / 64.82005°N 19.99172°Ö
- Avan (Nysätra socken, Västerbotten), sjö i Robertsfors kommun och Västerbotten 64°14′05″N 21°09′13″Ö / 64.23474°N 21.15365°Ö
- Avan (Skellefteå socken, Västerbotten, 721657-172360), sjö i Skellefteå kommun och Västerbotten 64°58′36″N 20°32′28″Ö / 64.97656°N 20.54120°Ö
- Avan (Skellefteå socken, Västerbotten, 721673-172398), sjö i Skellefteå kommun och Västerbotten 64°58′43″N 20°33′09″Ö / 64.97855°N 20.55238°Ö
- Avan (Umeå socken, Västerbotten), sjö i Umeå kommun och Västerbotten 64°02′22″N 20°05′09″Ö / 64.03948°N 20.08592°Ö
- Bakavan, sjö i Skellefteå kommun och Västerbotten 65°01′41″N 21°26′50″Ö / 65.02794°N 21.44711°Ö
- Bodavan, sjö i Skellefteå kommun och Västerbotten 65°01′54″N 21°26′52″Ö / 65.03169°N 21.44790°Ö
- Haddingsavan, sjö i Umeå kommun och Västerbotten 63°58′46″N 20°06′00″Ö / 63.97958°N 20.10007°Ö
- Lillavan (Bureå socken, Västerbotten), sjö i Skellefteå kommun och Västerbotten 64°33′51″N 21°19′36″Ö / 64.56429°N 21.32670°Ö
- Lillavan (Byske socken, Västerbotten), sjö i Skellefteå kommun och Västerbotten 64°50′21″N 21°09′04″Ö / 64.83917°N 21.15110°Ö
- Lillavan (Jörns socken, Västerbotten), sjö i Skellefteå kommun och Västerbotten 65°09′56″N 20°14′19″Ö / 65.16551°N 20.23874°Ö
- Långvikavan, sjö i Robertsfors kommun och Västerbotten 64°13′05″N 21°08′12″Ö / 64.21792°N 21.13656°Ö
- Nördavan (Byske socken, Västerbotten, 722114-176123), sjö i Skellefteå kommun och Västerbotten 64°59′26″N 21°20′29″Ö / 64.99043°N 21.34140°Ö
- Nördavan (Byske socken, Västerbotten, 722531-176357), sjö i Skellefteå kommun och Västerbotten 65°01′44″N 21°24′03″Ö / 65.02878°N 21.40088°Ö
- Nördavan (Norsjö socken, Västerbotten), sjö i Norsjö kommun och Västerbotten 64°55′43″N 19°03′37″Ö / 64.92860°N 19.06026°Ö
- Orrsundsavan, sjö i Skellefteå kommun och Västerbotten 64°53′54″N 21°15′33″Ö / 64.89838°N 21.25926°Ö
- Storavan (Bureå socken, Västerbotten), sjö i Skellefteå kommun och Västerbotten 64°33′24″N 21°20′01″Ö / 64.55675°N 21.33354°Ö
- Storavan (Byske socken, Västerbotten), sjö i Skellefteå kommun och Västerbotten 64°50′34″N 21°09′01″Ö / 64.84288°N 21.15036°Ö
- Storavan (Jörns socken, Västerbotten), sjö i Skellefteå kommun och Västerbotten 65°10′13″N 20°13′17″Ö / 65.17024°N 20.22136°Ö
- Storavan (Umeå socken, Västerbotten, 707585-171860), sjö i Umeå kommun och Västerbotten 63°43′21″N 20°13′52″Ö / 63.72238°N 20.23124°Ö
- Storavan (Umeå socken, Västerbotten, 712279-171304), sjö i Umeå kommun och Västerbotten 64°08′53″N 20°10′56″Ö / 64.14796°N 20.18209°Ö
- Storverkavan, sjö i Umeå kommun och Västerbotten 63°49′13″N 20°37′33″Ö / 63.82037°N 20.62570°Ö
- Svarttjärnavan, sjö i Skellefteå kommun och Västerbotten 64°28′19″N 20°48′23″Ö / 64.47194°N 20.80634°Ö
- Söravan (Byske socken, Västerbotten, 722044-176058), sjö i Skellefteå kommun och Västerbotten 64°59′09″N 21°19′43″Ö / 64.98596°N 21.32858°Ö
- Söravan (Byske socken, Västerbotten, 722502-176294), sjö i Skellefteå kommun och Västerbotten 65°01′29″N 21°23′41″Ö / 65.02461°N 21.39468°Ö
- Söravan (Norsjö socken, Västerbotten), sjö i Norsjö kommun och Västerbotten 64°55′35″N 19°03′03″Ö / 64.92629°N 19.05088°Ö
- Avan (Edefors socken, Norrbotten), sjö i Bodens kommun och Norrbotten 66°03′18″N 21°19′13″Ö / 66.05507°N 21.32032°Ö
- Avan (Hortlax socken, Norrbotten), sjö i Piteå kommun och Norrbotten 65°16′21″N 21°25′58″Ö / 65.27239°N 21.43282°Ö
- Avan (Nederkalix socken, Norrbotten), sjö i Kalix kommun och Norrbotten 65°45′37″N 23°00′28″Ö / 65.76031°N 23.00785°Ö
- Avan (Råneå socken, Norrbotten), sjö i Bodens kommun och Norrbotten 66°02′24″N 21°47′16″Ö / 66.04002°N 21.78783°Ö
- Avan (Älvsby socken, Norrbotten), sjö i Älvsbyns kommun och Norrbotten 65°43′37″N 20°41′09″Ö / 65.72706°N 20.68592°Ö
- Avan (Överkalix socken, Norrbotten), sjö i Överkalix kommun och Norrbotten 66°27′27″N 22°47′40″Ö / 66.45742°N 22.79442°Ö
- Bastaavan, sjö i Älvsbyns kommun och Norrbotten 65°31′57″N 20°57′29″Ö / 65.53258°N 20.95800°Ö
- Djupavan (Nederluleå socken, Norrbotten), sjö i Luleå kommun och Norrbotten 65°45′50″N 22°01′36″Ö / 65.76376°N 22.02669°Ö
- Djupavan (Älvsby socken, Norrbotten), sjö i Älvsbyns kommun och Norrbotten 65°31′56″N 20°57′53″Ö / 65.53218°N 20.96464°Ö
- Fällträskavan, sjö i Älvsbyns kommun och Norrbotten 65°33′33″N 20°58′59″Ö / 65.55916°N 20.98302°Ö
- Görjevarpavan, sjö i Överkalix kommun och Norrbotten 66°20′10″N 22°49′47″Ö / 66.33614°N 22.82960°Ö
- Hansavan, sjö i Överkalix kommun och Norrbotten 66°19′14″N 22°50′13″Ö / 66.32048°N 22.83687°Ö
- Harrbäcksavan, sjö i Piteå kommun och Norrbotten 65°26′03″N 21°32′09″Ö / 65.43415°N 21.53593°Ö
- Hedavan, sjö i Bodens kommun och Norrbotten 65°49′03″N 21°33′10″Ö / 65.81738°N 21.55266°Ö
- Holmavan, sjö i Överkalix kommun och Norrbotten 66°13′24″N 22°50′28″Ö / 66.22321°N 22.84115°Ö
- Inneravan, sjö i Piteå kommun och Norrbotten 65°16′53″N 21°03′50″Ö / 65.28126°N 21.06387°Ö
- Kattisavan, Norrbotten, sjö i Älvsbyns kommun och Norrbotten 65°31′47″N 20°57′40″Ö / 65.52960°N 20.96109°Ö
- Lappavan, sjö i Överkalix kommun och Norrbotten 66°40′09″N 22°09′20″Ö / 66.66904°N 22.15543°Ö
- Lill-Avan, sjö i Piteå kommun och Norrbotten 65°35′54″N 20°25′03″Ö / 65.59827°N 20.41742°Ö
- Lillavan, Norrbotten, sjö i Överkalix kommun och Norrbotten 66°22′57″N 22°43′58″Ö / 66.38249°N 22.73275°Ö
- Markåavan, sjö i Piteå kommun och Norrbotten 65°31′01″N 20°40′13″Ö / 65.51701°N 20.67038°Ö
- Nyträskavan, sjö i Älvsbyns kommun och Norrbotten 65°55′25″N 20°21′35″Ö / 65.92355°N 20.35959°Ö
- Orasavan, sjö i Överkalix kommun och Norrbotten 66°29′52″N 22°28′46″Ö / 66.49765°N 22.47934°Ö
- Pesaavan, sjö i Överkalix kommun och Norrbotten 66°15′10″N 22°56′43″Ö / 66.25287°N 22.94516°Ö
- Sikavan, Norrbotten, sjö i Luleå kommun och Norrbotten 65°28′05″N 21°54′50″Ö / 65.46810°N 21.91385°Ö
- Stenavan (Nederkalix socken, Norrbotten), sjö i Kalix kommun och Norrbotten 65°51′26″N 22°50′11″Ö / 65.85712°N 22.83630°Ö
- Stenavan (Råneå socken, Norrbotten), sjö i Bodens kommun och Norrbotten 66°06′59″N 21°47′44″Ö / 66.11650°N 21.79546°Ö
- Stor-Träskavan, sjö i Piteå kommun och Norrbotten 65°36′30″N 21°19′18″Ö / 65.60847°N 21.32157°Ö
- Storavan (Överkalix socken, Norrbotten), sjö i Överkalix kommun och Norrbotten 66°22′07″N 22°44′49″Ö / 66.36861°N 22.74687°Ö
- Storavan (Överluleå socken, Norrbotten), sjö i Bodens kommun och Norrbotten 65°50′28″N 21°43′19″Ö / 65.84106°N 21.72204°Ö
- Tallviksavan, sjö i Överkalix kommun och Norrbotten 66°19′53″N 22°51′15″Ö / 66.33132°N 22.85427°Ö
- Tranuträskavan, sjö i Piteå kommun och Norrbotten 65°28′49″N 21°30′26″Ö / 65.48031°N 21.50731°Ö
- Vallsavan, sjö i Luleå kommun och Norrbotten 65°27′37″N 21°54′57″Ö / 65.46019°N 21.91589°Ö
- Ytteravan (Piteå socken, Norrbotten), sjö i Piteå kommun och Norrbotten 65°16′44″N 21°04′45″Ö / 65.27892°N 21.07930°Ö
- Ytteravan (Överkalix socken, Norrbotten), sjö i Överkalix kommun och Norrbotten 66°21′40″N 22°46′22″Ö / 66.36114°N 22.77286°Ö
- Avan (Arvidsjaurs socken, Lappland, 725132-165046), sjö i Arvidsjaurs kommun och Lappland 65°19′50″N 19°02′27″Ö / 65.33062°N 19.04070°Ö
- Avan (Arvidsjaurs socken, Lappland, 728895-168006), sjö i Arvidsjaurs kommun och Lappland 65°39′09″N 19°43′17″Ö / 65.65248°N 19.72133°Ö
- Avan (Arvidsjaurs socken, Lappland, 729871-169681), sjö i Arvidsjaurs kommun och Lappland 65°43′49″N 20°05′45″Ö / 65.73034°N 20.09575°Ö
- Bulvavan, sjö i Malå kommun och Lappland 65°13′42″N 18°17′40″Ö / 65.22838°N 18.29448°Ö
- Bäveravan, sjö i Lycksele kommun och Lappland 64°31′34″N 18°19′42″Ö / 64.52598°N 18.32847°Ö
- Forsavan, sjö i Sorsele kommun och Lappland 65°52′20″N 15°30′23″Ö / 65.87234°N 15.50640°Ö
- Grundforsavan, sjö i Storumans kommun och Lappland 64°57′52″N 17°37′12″Ö / 64.96448°N 17.61995°Ö
- Hornavan, sjö i Arjeplogs kommun och Lappland 66°12′45″N 17°36′14″Ö / 66.21259°N 17.60376°Ö
- Kattisavan (Arvidsjaurs socken, Lappland), sjö i Arvidsjaurs kommun och Lappland 65°40′44″N 18°35′37″Ö / 65.67882°N 18.59363°Ö
- Kattisavan (Sorsele socken, Lappland), sjö i Sorsele kommun och Lappland 65°10′25″N 17°41′41″Ö / 65.17359°N 17.69485°Ö
- Kattisavan (Umeälven), sjö i Lycksele kommun och Lappland 64°45′10″N 18°10′20″Ö / 64.75276°N 18.17223°Ö
- Kattisavan (Öreälven), sjö i Lycksele kommun och Lappland 64°22′22″N 18°39′18″Ö / 64.37272°N 18.65495°Ö
- Kåtavan, sjö i Sorsele kommun och Lappland 66°02′42″N 15°26′44″Ö / 66.04511°N 15.44568°Ö
- Maderavan, sjö i Sorsele kommun och Lappland 65°32′40″N 17°23′48″Ö / 65.54450°N 17.39656°Ö
- Mattauravan, sjö i Arjeplogs kommun och Lappland 66°14′01″N 18°21′22″Ö / 66.23363°N 18.35603°Ö
- Nolavan, sjö i Sorsele kommun och Lappland 65°57′52″N 16°14′02″Ö / 65.96441°N 16.23396°Ö
- Norravan (Arvidsjaurs socken, Lappland, 726080-165992), sjö i Arvidsjaurs kommun och Lappland 65°25′02″N 19°14′43″Ö / 65.41723°N 19.24541°Ö
- Norravan (Arvidsjaurs socken, Lappland, 727041-164512), sjö i Arvidsjaurs kommun och Lappland 65°30′03″N 18°56′58″Ö / 65.50070°N 18.94952°Ö
- Näsuddavan, sjö i Malå kommun och Lappland 65°11′28″N 18°48′37″Ö / 65.19113°N 18.81039°Ö
- Sikavan (Lycksele socken, Lappland), sjö i Lycksele kommun och Lappland 64°43′40″N 19°05′45″Ö / 64.72768°N 19.09573°Ö
- Sikavan (Malå socken, Lappland), sjö i Malå kommun och Lappland 65°15′59″N 18°26′12″Ö / 65.26644°N 18.43668°Ö
- Slåtteravan, sjö i Storumans kommun och Lappland 65°01′25″N 17°43′48″Ö / 65.02348°N 17.73007°Ö
- Storavan (Tärna socken, Lappland), sjö i Storumans kommun och Lappland 65°49′43″N 15°02′56″Ö / 65.82870°N 15.04878°Ö
- Storavan, sjö i Arjeplogs kommun och Lappland 65°43′03″N 18°14′49″Ö / 65.71753°N 18.24685°Ö
- Strömsundsavan, sjö i Storumans kommun och Lappland 65°19′40″N 16°38′21″Ö / 65.32765°N 16.63909°Ö
- Söravan, Lappland, sjö i Sorsele kommun och Lappland 65°57′24″N 16°13′35″Ö / 65.95672°N 16.22636°Ö
- Tjåkasavan, sjö i Sorsele kommun och Lappland 65°29′12″N 17°23′42″Ö / 65.48656°N 17.39498°Ö
- Ålavan, sjö i Lycksele kommun och Lappland 64°42′08″N 19°09′01″Ö / 64.70222°N 19.15014°Ö
- Österavan, Lappland, sjö i Lycksele kommun och Lappland 64°50′25″N 18°34′28″Ö / 64.84022°N 18.57442°Ö